# Callidium cedri
Callidium cedri là một loài bọ cánh cứng trong họ Cerambycidae.